# 長澤車站
長澤車站 （日语：／ Nagasawa eki */?）是一由東日本旅客鐵道（JR東日本）所經營的鐵路車站，位於日本山形縣最上郡舟形町，是JR東日本陸羽東線沿線的一座無人車站。長澤車站位於JR東日本仙台支社的管轄範圍內，由新庄車站負責管理。

## 車站結構
長澤車站站內僅設有一座側式月台與一條乘車線，並擁有一座混凝土製、無人看管的站房。
車站四周零星散佈了一些民房，但附近主要的聚落大都集中在車站南方一段距離處的小國川兩岸，尤其是小國川南岸、國道56號（北羽前街道）的沿線。

## 相鄰車站
東日本旅客鐵道
■陸羽東線
東長澤－長澤－南新

## 外部連結
- 長澤車站（JR東日本） （页面存档备份，存于）（日語）

38°42′34.89″N 140°21′57.08″E / 38.7096917°N 140.3658556°E